# Lazlow Jones

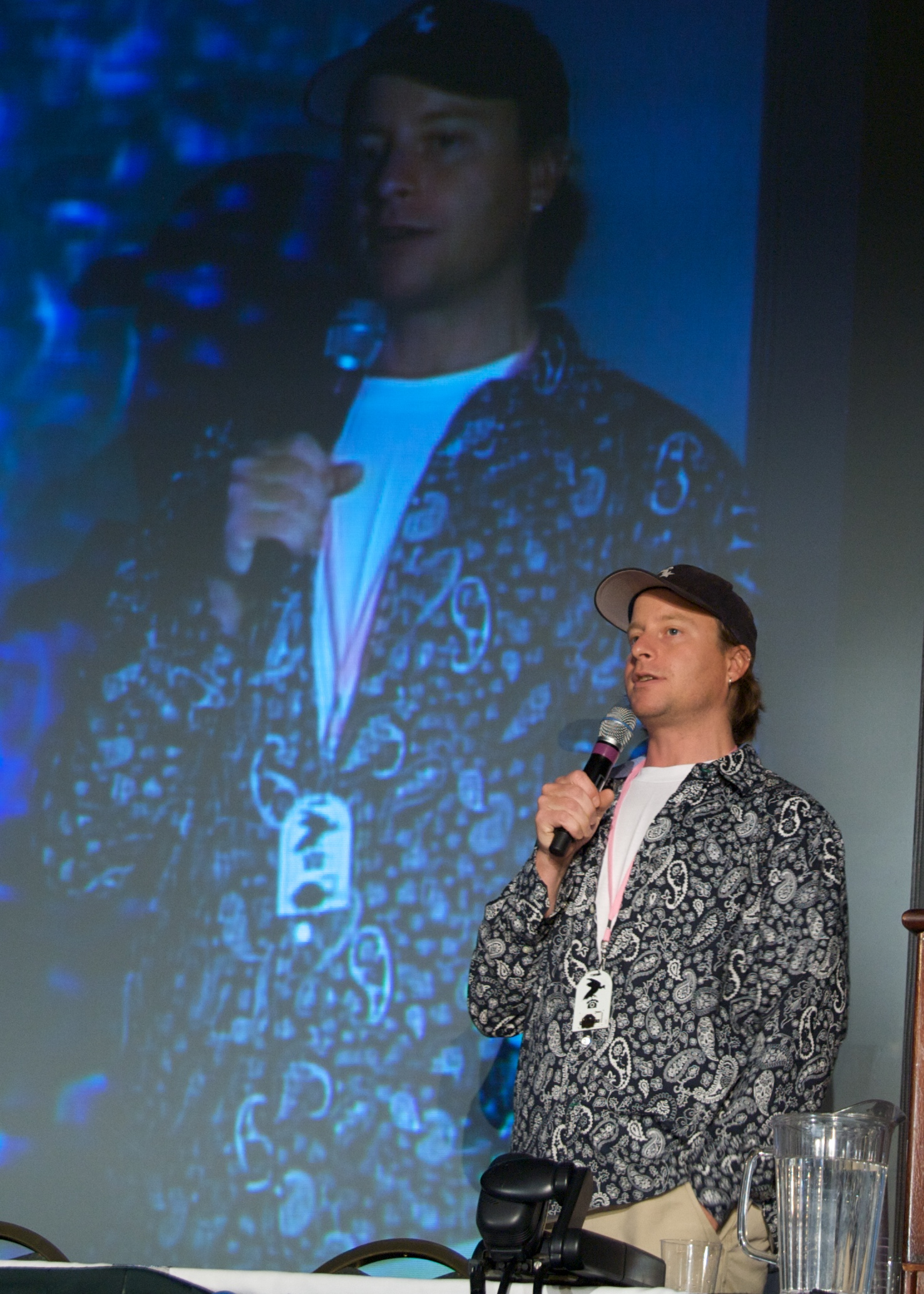

Lazlow Jones (4 de setembro de 1973) é um escritor, produtor, diretor e apresentador de talk show estadunidense baseado em New York City. Ele foi o apresentador de Technofile, um programa de rádio sindicado em mais de 100 estações de rádio nos Estados Unidos assim como Sirius XM Satellite Radio. Technofile durou de fevereiro de 1995 a julho de 2007.[carece de fontes?]
Também esteve envolvido no roteiro e produção da série de jogos eletrônicos Grand Theft Auto (GTA), expandindo sua influência e reconhecimento muito além de um apresentador de rádio. Lazlow também trabalhou em uma agência publicitária como escritor e produtor, junto com o escritor Reed Tucker.[carece de fontes?]
Logo Depois em 2013 ele voltou aparecer na série de jogos eletrônicos Grand Theft Auto em GTA V com uma leve participação, ele deixou a empresa no mês de abril de 2020, para realizar projetos para Netflix e Disney+, após 20 anos trabalhando na Rockstar Games.
- Grand Theft Auto: Vice City Official Soundtrack Box Set Volume 1: V Rock (2002)
- Grand Theft Auto: San Andreas Official Soundtrack (2004)
- The Lazlow Show: Box Set (2008)
- Grand Theft Auto V" (2013)